# بي تي آر-4

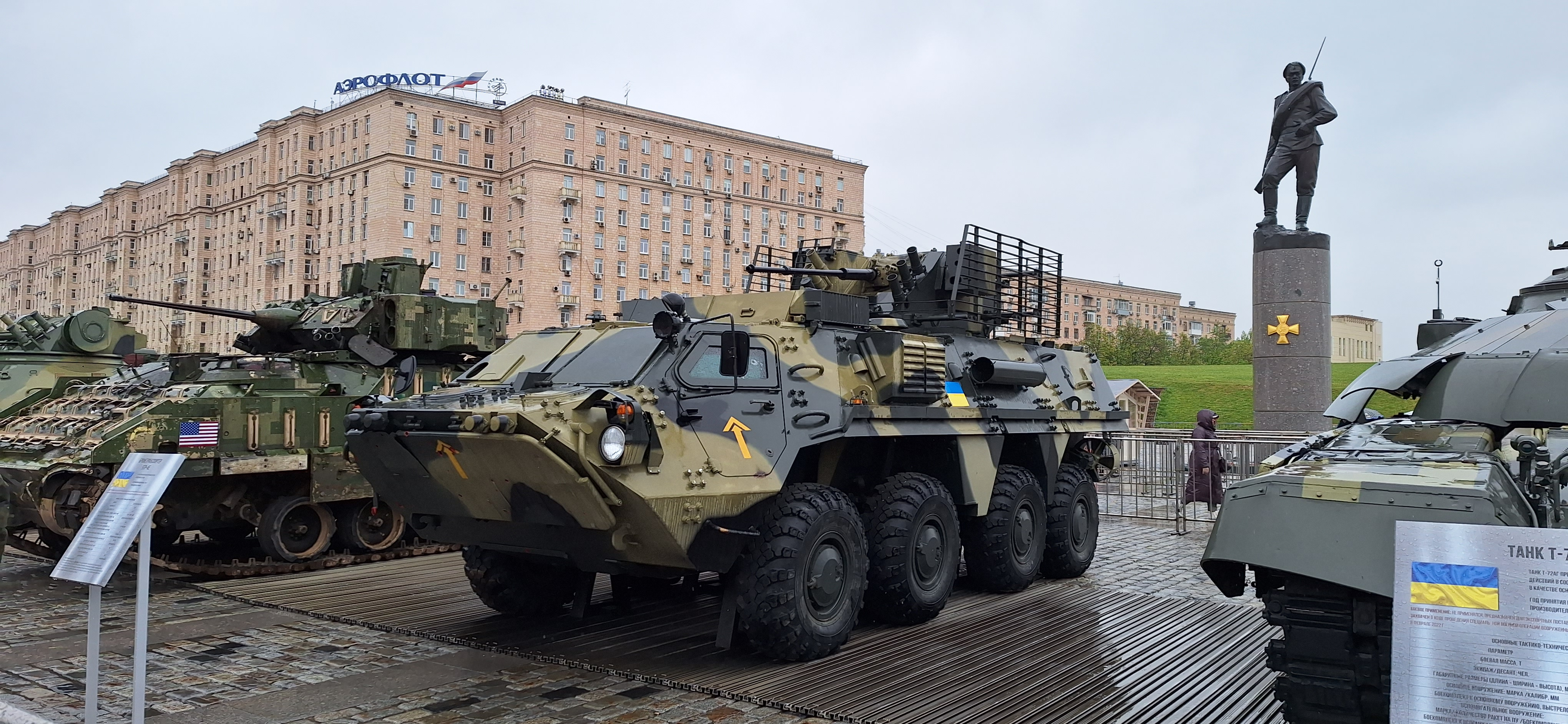
بتر-4 إي في معرض الكأس الجيش الروسي في موسكو.

بي تي آر-4 هي ناقلة جنود مدرعة برمائية 8 × 8 تم تصميمها في أوكرانيا من قبل مكتب خاركيف موروزوف لتصميم بناء الماكينات. دخلت الخدمة في الجيش الأوكراني في 2009.